# Relaciones España-Macao
Las relaciones España-Macao son las relaciones bilaterales entre España y Macao. Al tratarse de Macao de una región administrativa especial de la República Popular China, es ésta la que gestiona algunos asuntos exteriores de Macao. España tiene un consulado general en Hong Kong que está acreditado también para Macao. Macao disfruta de un considerable grado de autonomía, particularmente en los aspectos comerciales, y pertenece por sí mismo a varios organismos.

## Relaciones económicas

### Relaciones de España con el conjunto de la región
Las relaciones económicas y comerciales españolas con Asia en general, y en particular con la región sur de China, se encuentran en una etapa de desarrollo, a diferencia de lo que sucede con otras economías más desarrolladas. La presencia de empresas españolas es en todo caso menor que en Europa, o el conjunto de América. Sin embargo, la irrupción de China en el panorama internacional está provocando un leve aumento de la presencia española en la región, sin que esta sea aún muy destacable.

## Relaciones bilaterales
Las relaciones diplomáticas con España se desarrollan con normalidad en todos los frentes, aunque son muy reducidas en cualquier campo. Macao es un territorio muy pequeño económica y geográficamente, con un sistema económico centrado en el sector del juego. En estas condiciones, las relaciones bilaterales de España se concentran en Hong Kong y en otras regiones de la RP de China, de mayor interés económico y político.

## Revisiones de las relaciones
La administración española ha diseñado e implementado varios planes: el PIDM China- Plan Integral de Desarrollo de Mercados-, que pretende, con políticas activas, generar las condiciones para que las empresas españolas estén en condiciones de afrontar el denominado reto asiático, así como crear imagen país y marca España.
Las relaciones económicas y comerciales con Macao son meramente testimoniales. En el sector de bienes de consumo, se encuentran asentados los grupos textiles INDITEX, Camper y Mango. El sector de la cerámica también registra cierta actividad (en 2013, representó el 8% de la exportación española a Macao). Aparte de esto, prácticamente no existe nada más (pequeña exportación de agroalimentario español, normalmente desde Hong Kong).

## Relaciones institucionales
Se desarrolla con normalidad, aunque la relación es muy escasa, dada la lejanía geográfica y cultural de Macao, y el muy escaso tamaño del mercado en comparación con cualquier región de China Continental.
Tanto el Consulado General de España como la Oficina Comercial están situados en Hong Kong.

## Principales visitas oficiales
El Presidente de la Comisión Europea José Manuel Durao Barroso visitó el 23 de noviembre de 2013 la Región Especial Administrativa de Macao, en el marco de una serie de visitas en Asia (Tokio, Pekín, Hong Kong y Macao) coincidiendo con  la celebración del 20 aniversario del acuerdo de cooperación y comercio entre la UE y Macao, y la inauguración de la Cámara de Comercio de la UE en Macao.
Aparte de ésta, no se tiene conocimiento de ninguna otra visita oficial.

## Comercio bilateral
Macao es un territorio de unas dimensiones muy reducidas, y en el que la mayor parte del suelo que no es de uso residencial, se dedica a los desarrollos inmobiliarios relacionados con el juego (casinos y hoteles). El precio del suelo es muy elevado, con lo que no es viable el desarrollo de actividades agrícolas o productivas. En consecuencia, Macao debe importar la inmensa mayoría de los bienes que consume; paralelamente, la cifra de exportación es muy reducida. Aunque el tamaño de la población residente es reducido, Macao recibe un gran número de visitantes que acuden a los casinos, con lo que la cifra de importaciones, vinculadas especialmente al sector del juego, turismo y hoteles, es elevada.
Las relaciones comerciales con España son muy modestas, tanto por el reducido tamaño de Macao, lo que limita su capacidad de producción y absorción de bienes, como porque no es un territorio “natural” para las exportaciones españolas, dada su lejanía geográfica y cultural. Además, parte de las exportaciones a Macao se realizan desde Hong Kong, con lo que es muy posible que las estadísticas no recojan la totalidad de producto español que llega realmente a Macao.

## Flujos de inversión bilateral
En 2011, la inversión bruta de España en Macao fue de 477.260 euros, en 2012 de 148.220 euros y en 2013 alcanzó los 14.768.400 euros.
La inversión bruta de Macao en España es muy reducida, para los tres periodos analizados el total de flujos de inversión asciende a 220.000 euros.